# 宝永三ツ宝丁銀
宝永三ツ宝丁銀（ほうえいみつほうちょうぎん/ほうえいみつたからちょうぎん）とは、宝永7年4月2日（1710年4月30日）から鋳造開始された丁銀の一種で秤量銀貨であり、単に三ツ宝丁銀（みつほうちょうぎん）とも呼ばれる。
また宝永三ツ宝丁銀および宝永三ツ宝豆板銀を総称して三ツ宝銀（みつほうぎん）と呼ぶ。

## 概要
表面には「大黒像」および「寳」の文字および両端に二箇所の「宝」字極印およびその内側に一箇所のやや小型の「宝」字極印が打たれ「宝」字極印も玉の上部がウ冠まで突き抜けていることで二ツ宝丁銀と区別される。「常是」の極印は無い。これは、元禄15年8月15日（1702年9月6日）、大黒常是（長左衛門家五代常栄）が関久右衛門の奸計により荻原重秀から召放しを受けた結果であった。また、「大黒像」極印を12箇所打った祝儀用の十二面大黒丁銀が存在する。

## 略史
勘定奉行の荻原重秀の計らいにより永字銀の鋳造発行から1ヶ月も経ない宝永7年4月1日（1710年4月29日）に勘定組頭保木弥右衛門、勘定小宮山友右衛門の二人に連署させ、将軍の決裁を得ることなく銀座の内々の証文によって、翌日から銀品位を下げる吹替えが行われた。このため、永字銀と同様に旧銀貨との交換手続きおよび通用に関する触書などが出されることは無かった。
三ツ宝銀の鋳造量は少ないわけではないが、1年余りでさらに四ツ宝銀への吹替えが行われているため、古銀を交換回収し三ツ宝銀を普及させる間もなく流通も少なかったものと見られる。加えて良質の慶長銀の様に退蔵されることもほとんどなく、流通分も通用停止時にはほとんど正徳銀と引替えられたため、現存数も永字丁銀と同様に極めて稀少である。
相次ぐ悪銀の鋳造発行は銀相場に混乱を来し、商品の値段はそれぞれの銀の種別に異なった相場が立つ有様であった。正徳4年8月2日（1714年9月10日）に良質の正徳銀が鋳造された当初、当時通用銀であった永字銀・三ツ宝銀・四ツ宝銀の3種は共に新銀・慶長銀に対し10割増、つまり2倍の重量を以て新銀・慶長銀と等価に通用するとする割合通用が規定された。しかし、銀品位の異なる3種を等価に通用させるのは無理であり、享保3年閏10月（1718年）に出された御触れ「新金銀を以当戌十一月より通用可仕覚」では銀品位に基く市場における割合通用を追認するものとなった。
正徳銀が鋳造された後も暫く元禄・宝永各種の銀の混在流通の状態は続き、享保3年の「新金銀を以当戌十一月より通用可仕覚」により正徳銀が通用銀に変更された同年11月（1718年12月22日）までは永字銀・四ツ宝銀と共に通用銀としての地位を保持した。
享保7年末（1723年2月4日）に、元禄銀・二ツ宝銀・永字銀、および四ツ宝銀と共に通用停止となった。

## 宝永三ツ宝豆板銀
宝永三ツ宝豆板銀（ほうえいみつほうまめいたぎん）は宝永三ツ宝丁銀と同品位の豆板銀で、「寳」文字および「宝」字を中心に抱える大黒像の周囲に小さい「宝」字が廻り配列された極印のもの「廻り宝」を基本とし、また「宝」字が集合した「群宝」、大文字の「宝」字極印である「大字宝」などが存在する。いずれの「宝」字極印も丁銀と同様に玉の上部がウ冠まで突き抜けていることで二ツ宝銀と区別され、玉の底辺の両側が跳ねていないことを特徴とする。

## 三ツ宝銀の品位
『旧貨幣表』によれば、規定品位は銀32%（六割四分八厘引ケ）、銅68%である。
| 銀銅 |

明治時代、造幣局により江戸時代の貨幣の分析が行われた。古賀による三ツ宝銀の分析値は以下の通りである。
- 金0.08%
- 銀32.65%
- 雑67.27%

雑分はほとんどが銅であるが、少量の鉛などを含む。

## 三ツ宝銀の鋳造量
『吹塵録』によれば丁銀および豆板銀の合計で370,487貫余（約1,382トン）である。しかしながら、『月堂見聞集』では353,870貫余（約1,320トン）としており、これは発行途中の段階のものであると考えられる。
公儀灰吹銀および回収された旧銀から丁銀を吹きたてる場合の銀座の収入である分一銀（ぶいちぎん）は三ツ宝銀では永字銀と同じく鋳造高の10%と設定され、また吹替えにより幕府が得た出目（改鋳利益）は80,199貫余であった。